# Vysílač Suchá hora

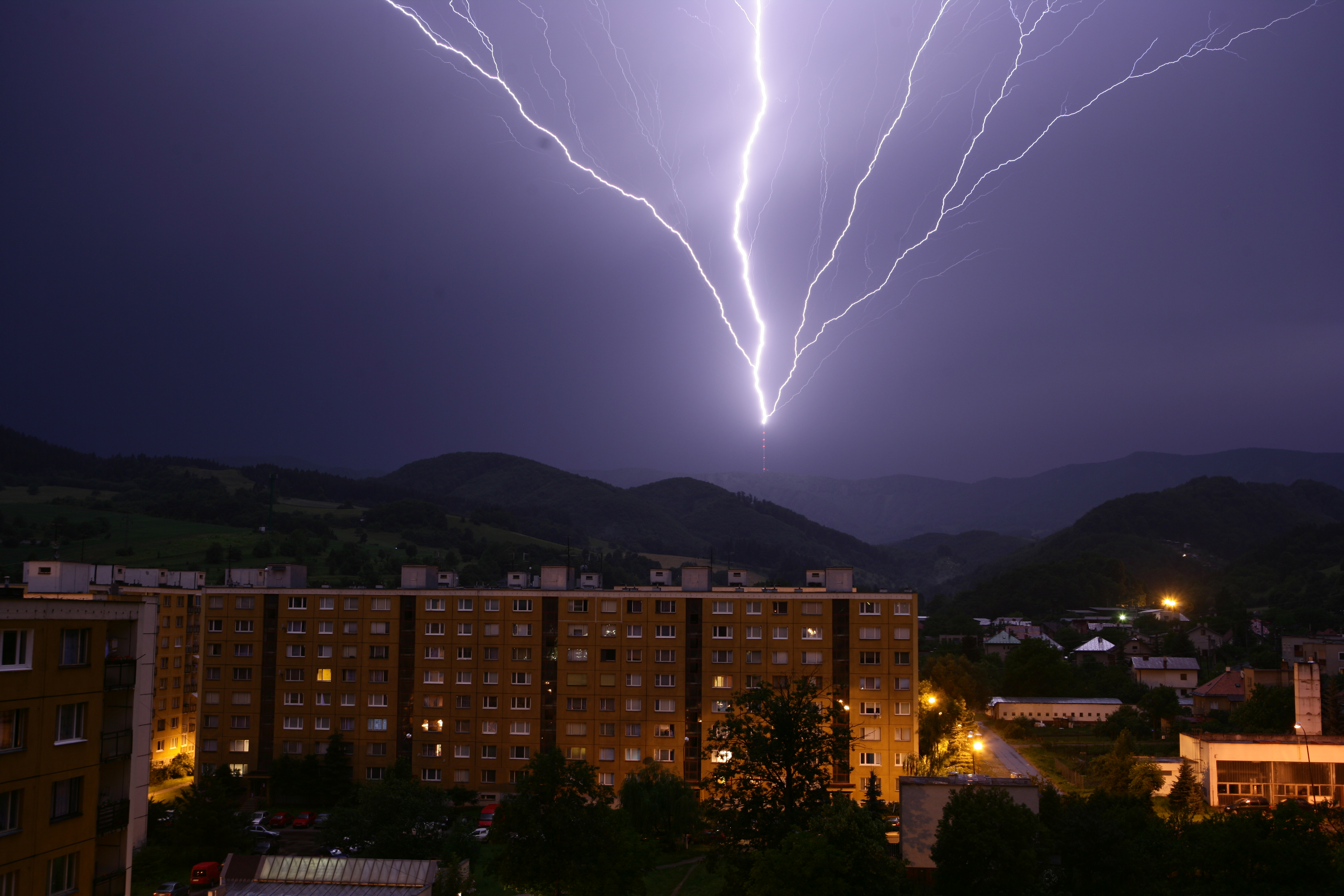
Blesk, který udeřil do vysílače

Vysílač Suchá hora je rozhlasový (do roku 2011 i televizní) vysílač na hoře Skalka v nadmořské výšce 1232 m v Kremnických vrších, blízko Kremnice a Banské Bystrice.

## Konstrukce
Ocelová trubková konstrukce stožáru je vysoká 300 m a je kotvena lany. Konstrukce stožáru je podobná s vysílačem Dubník. Vysílač byl postaven v roce 1960 a do provozu byl uveden 28. října 1960. U vysílače se nachází samostatná telekomunikační budova. Je to druhá nejvyšší stavba na Slovensku a patří mezi nejvýše položené supertally (více než 300 m) v Evropě. K vysílači je přístup turistickými trasami, nejlehčí přístup je z Kremnice.
Vysílač byl několikrát poškozen, nejvíce po zásahu vichřice, při které spadlo 7tunové anténní zařízení.

## Poloha
Vysoký vyzářený výkon i nadmořská výška vysílače způsobují daleký příjem signálu zejména jižním a jihozápadním směrem. Prioritní oblastí pokrytí je Pohroní s Horehroním, Horní Nitra a část Turce. Přesahy umožňují přijímat signál i v Tekově, Hontu, části Novohradu a Malohontu, na Pováží, Kysucích i Oravě a v Liptově. Zachytitelný je i na území Maďarska a části Moravy.

## Vysílané stanice

### Rozhlas
Přehled rozhlasových stanic vysílaných ze Suché hory:
|    | Stanice             | Kmitočet  | Výkon (ERP) | Polarizace   |
| -- | ------------------- | --------- | ----------- | ------------ |
| FM | Rádio Jemné Melódie | 87,7 MHz  | 10 kW       | horizontální |
| FM | Rádio Slovensko     | 90,1 MHz  | 100 kW      | horizontální |
| FM | Rádio Anténa Rock   | 97,6 MHz  | 100 kW      | horizontální |
| FM | Rádio Regina        | 101,5 MHz | 100 kW      | horizontální |
| FM | Fun Radio           | 104,0 MHz | 100 kW      | horizontální |
| FM | Europa 2            | 106,0 MHz | 50 kW       | horizontální |

## Přístup
- Po cestě z Kremnice
- Po  značce ze sedla Malý Šturec nebo ze Zlaté studně
- Po  značce z Banské Bystrice
- Po  značce z Kremnice